# Jon Avila
Jonathan Mullally (sinh ngày 1 tháng 9 năm 1985) là một diễn viên,người mẫu,dẫn chương trình người Philippines.

## Phim truyền hình
| Năm       | Tên                                         | Vai diễn                 |
| --------- | ------------------------------------------- | ------------------------ |
| 2007      | Pinoy Big Brother: Celebrity Edition 2      | Himself/ Housemate       |
| 2007–2010 | ASAP Rocks                                  | Host/Performer           |
| 2008      | Komiks Presents: Kapitan Boom               | Kapitan Boom             |
| 2008      | Maging Sino Ka Man: Ang Pagbabalik          | Mark                     |
| 2008–2010 | Shall We Dance                              | Himself/ Host            |
| 2009      | I Love Betty La Fea                         | Carlo                    |
| 2009      | Midnight DJ: '"Trade de Boda"               | Bullet                   |
| 2009      | Showtime                                    | Himself/ Judge           |
| 2009      | Everybody Hapi                              | Jordan                   |
| 2010      | Maynila: "Reachable Star"                   | Jacob Javier             |
| 2010      | Rubi                                        | Saul                     |
| 2010      | Precious Hearts Romances Presents: Impostor | Julio Cabrera            |
| 2010      | P.O.5                                       | Host/Performer           |
| 2010      | IDOL                                        | Jude                     |
| 2010      | Wansapanataym: "Inday Bote"                 | Edward Salameda          |
| 2011      | Laugh Out Loud                              | Himself/ Celeb Photoboth |
| 2011      | Mga Nagbabagang Bulaklak                    | Boris Delgado            |
| 2011      | I Dare You                                  | Himself/ Challenger      |
| 2012      | Sanlakas Kids                               | TBA                      |

### Movies
| Năm  | Tên                               | Vai diễn       |
| ---- | --------------------------------- | -------------- |
| 2007 | Nars                              | Liam           |
| 2008 | One Night Only                    | Pons           |
| 2008 | When Love Begins                  |                |
| 2009 | Status: Single                    | Iñaki          |
| 2009 | OMG (Oh, My Girl!)                | Bambam Baderos |
| 2010 | Paano Na Kaya                     | Anton          |
| 2010 | Ang Tanging Ina Mo (Last na 'To!) | Frank          |
| 2011 | Bulong                            | Dr. Randy      |
| 2011 | Pak! Pak! My Dr. Kwak!            | Marcus         |
| 2011 | Enteng Ng Ina Mo                  | Frank          |